# MAZ-535

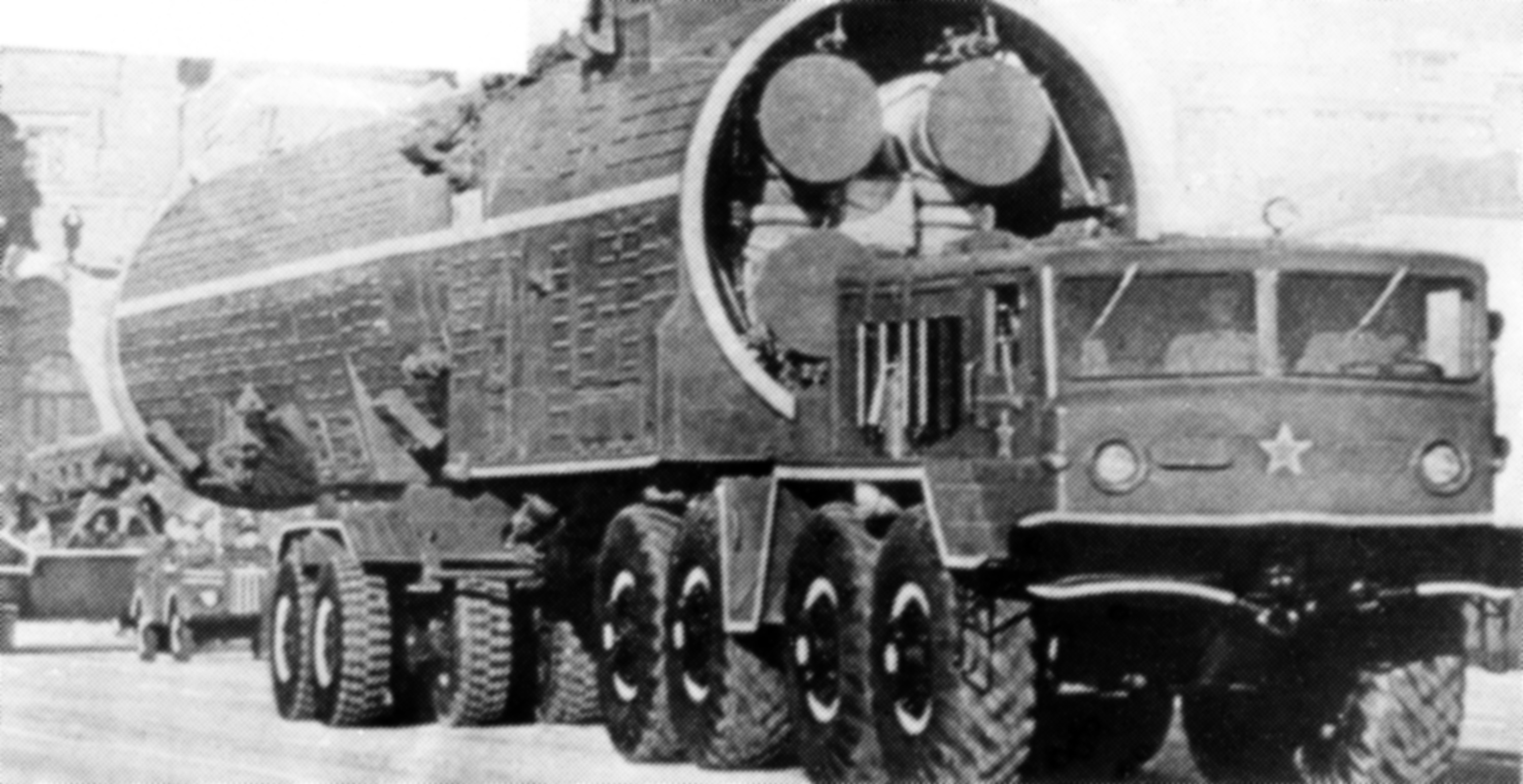
MAZ-537 transportant un missile anti-balistique soviétique Galosh en 1977.

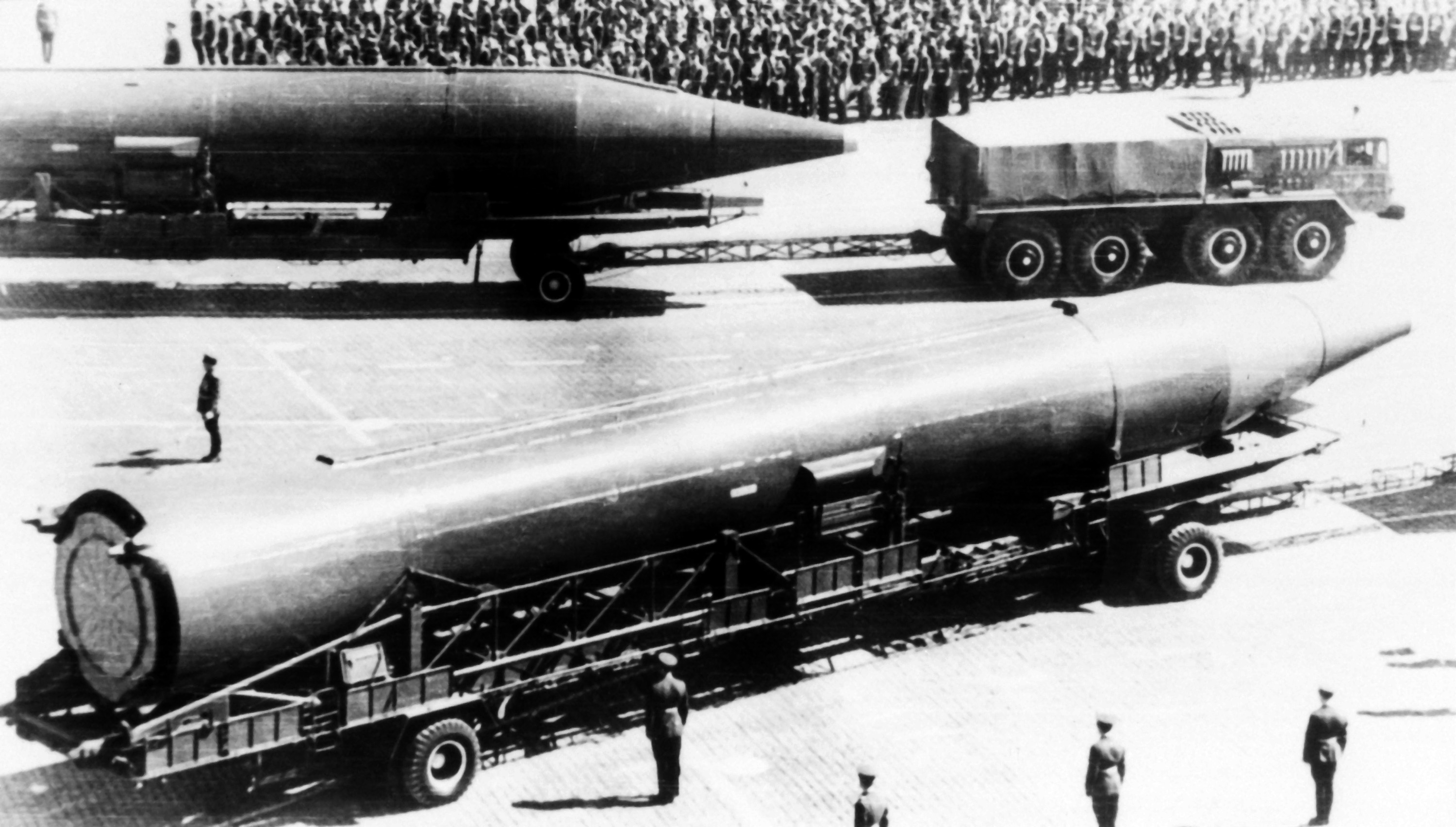
R-14 transporté par un MAZ-535A

Le MAZ-535 (en russe : МАЗ-535) est un camion militaire de l'Armée rouge, puis des forces armées de la fédération de Russie. 

## Histoire
Il est produit pour la première fois par le constructeur biélorusse MAZ (usine automobile de Minsk) en 1958.
Il sert notamment comme transporteur de char et comme tracteur d'artillerie et est capable de transporter des missiles balistiques R-14 Chusovaya.
Son successeur est le MAZ-537.